# Renau
Renau è un comune spagnolo di 58 abitanti situato nella comunità autonoma della Catalogna.